# Michael Zeitlein
Michael Zeitlein (russisch Михаил Семёнович Цейтлин, * 16. Juni 1947 in Babrujsk, Weißrussische SSR) ist ein sowjetisch-deutscher Schachmeister und Schachpublizist, der in seinen besten Zeiten für die Sowjetunion gespielt hat. Im Jahre 1997 wechselte er zum Deutschen Schachbund.

## Biografie
Zeitlein siegte oder belegte vordere Plätze in einigen Turnieren: 1. Platz beim 16. Rubinstein Memorial in Polanica-Zdrój (1978), 3. Platz beim Turnier Tirnavia-A in Trnava (1979), 1. Platz beim Turnier in Naleczów (1979), 2. Platz beim Makarczyk Memorial (1980), 1. Platz beim Turnier in Pernik (1981), 3. Platz beim Turnier in Hradec Králové (1982), 1. Platz beim Bohemians Turnier in Prag (1985), 1. Platz beim Elekes Memorial in Budapest (1990) und 3. Platz beim First Saturday GM Turnier in Budapest (November 1993).
Zeitlein trägt seit 1969 den Titel Meister des Sports der Sowjetunion, seit 1977 den Titel Internationaler Meister und seit 1987 den Großmeister-Titel.
Außerdem ist er Fernschach-Großmeister seit 1990. Im Fernschach ist er für den deutschen Fernschachbund gemeldet.
In der ersten sowjetischen Schachmeisterschaft der Vereine 1988 belegte er für MOSK Oblast Moskau spielend den zweiten Platz. Mit Lokomotiv nahm er am European Club Cup 1990 teil. Vereinsschach in Deutschland spielte er in der Saison 1995/96 für den SV Lahn Limburg in der Hessenliga, in der Saison 1998/99 in der deutschen Schachbundesliga für Werder Bremen. Nachdem er von 2001 bis 2012 kein in Deutschland gewertetes Turnier mehr gespielt hat, ist er seit der Saison 2012/13 in der Oberliga Nord West (3. Liga) für die Bremer Schachgesellschaft von 1877 gemeldet. In der österreichischen Staatsliga A war er in der Saison 1991/92 am Spitzenbrett des SK Schwaz gemeldet, kam aber nicht zum Einsatz.
Zeitleins Elo-Zahl beträgt 2376 (Stand: Mai 2016), im Januar 1978 erreichte er seine höchste Elo-Zahl von 2510.

## Publikationen
Michael Zeitlein veröffentlichte in den 1990er Jahren mehrere Artikel für die Schachzeitschrift New In Chess.
Er verfasste folgende Bücher (Angabe der englischen Übersetzung):
- Winning with the Schliemann. McMillan Publishing, 1991, ISBN 1-85744-017-X.
- Gemeinsam mit Igor B. Glaskov: The Budapest for the Tournament Player. Henry Holt & Co., 1992, ISBN 0-8050-2431-X.
- Gemeinsam mit Igor B. Glaskov: The Complete Vienna. Henry Holt & Co., 1995, ISBN 0-8050-3909-0.